# Karel Ondráček
Karel Ondráček (13. října 1895, Střítež – 10. dubna 1976, Dačice) byl český voják a dělník.

## Biografie
Karel Ondráček se narodil roku 1895 ve Stříteži nedaleko Třebíče, jeho otec Karel byl švec. Ondráček vystudoval gymnázium v Třebíči (maturoval v roce 1914) a do armády narukoval již během první světové války. Nastoupil jako dobrovolník a postupně se profesionalizoval a pracoval jako instruktor u 2. náhradní roty, následně nastoupil do telefonního kurzu. Od roku 1916 do roku 1918 působil na ruské frontě, kde byl v červenci roku 1917 poraněn a zajat, v dubnu roku 1914 byl transportován po výměně zajatců do Třebíče, kde do října roku 1918 byl ošetřován v nemocnici.
Po doléčení pracoval jako důstojník z povolání v Československé armádě, nastoupil do pozice velitele polní roty u Znojma. V roce 1920 se v Jemnici oženil s Annou Eisnerovou (dcera bývalého jemnického starosty Tomáše Eisnera). Mezi lety 1922 a 1924 studoval práva na právnické fakultě Masarykovy univerzity a následně se dále věnoval vzdělávání v armádě a roku 1925 byl povýšen na kapitána a mezi lety 1930 a 1933 vystudoval vysokou školu válečnou a následně byl povýšen roku 1934 do hodnosti štábního kapitána generálního štábu a roku 1936 do hodnosti majora generálního štábu. Mezi roky 1936 a 1939 působil jako velitel olomoucké posádky. Od srpna 1939 působil v Praze, ale již v lednu roku 1940 odešel z armády, neboť byl stíhán gestapem a odešel do zahraničí. Před odchodem do zahraničí se s manželkou rozvedl, ale rozvod byl fingován, aby se manželka mohla vrátit zpět do Jemnice. Již v té době působil v Obraně národa.
Posléze Ondráček odešel přes Balkán do francouzského Agde, kde opět nastoupil do československé armády. Sloužil u 1. československé divize a bojoval v Anglii, následně se roku 1943 stal velitelem československé obrněné brigády. Brigáda působila ve Francii, mimo jiné i u Dunkerku.
Po skončení druhé světové války se vrátil do Československa, kde zůstal v armádě a velel 6. divizi v Brně. Byl také povýšen na brigádního generála, ale již roku 1949 byl přesunut do výslužby a roku 1950 byl propuštěn a byl degradován. Pracoval v dělnických profesích a roku 1953 byl donucen odstěhovat se do Radkovic u Budče, kde až do roku 1968 pracoval v zemědělském družstvu. Roku 1968 byl rehabilitován a povýšen na generálmajora a mohl se vrátit do Jemnice. Do Jemnice se vrátil sám, jeho manželka se jeho rehabilitace nedožila, protože zemřela roku 1967. Zemřel v roce 1976 v Dačicích, pohřben byl bez zvláštních poct do hrobu v Jemnici.
Obdržel několik ocenění, mimo jiné Československý válečný kříž 1939, Československou vojenskou pamětní medaili (1943), Československou medaili za chrabrost (1945), Československou medaili za zásluhy I. stupně (1946), britský řád Officer of the most excellent order of the British Empire (1945).